# Bambuco

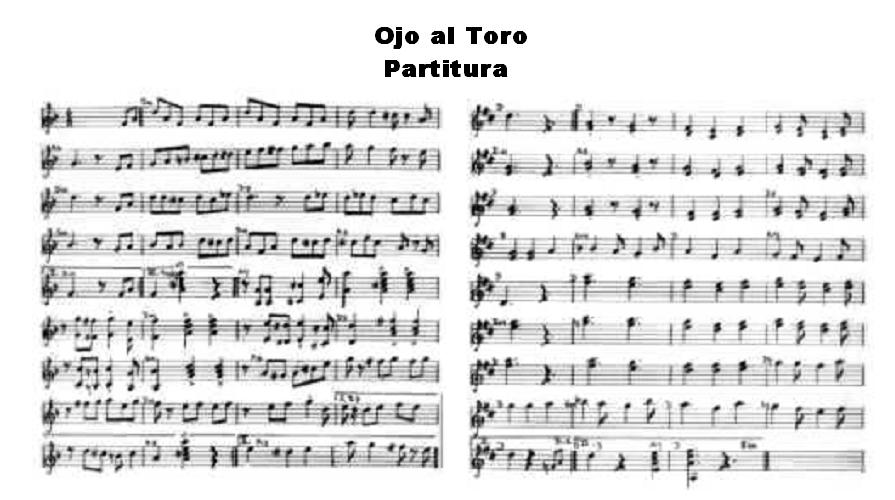
Partitura del bambuco Ojo a5+659l toro del maestro Cantalicio Rojas.

Il bambuco è un ritmo di motivi e danze popolari andine di origine afro-ispanica molto diffuso in Colombia dove è considerato alla stregua di musica nazionale. Accompagnato dal suono delle marimba, il bambuco - che in realtà è una commistione di più musiche centroamericane - rispetta un tempo di 6/8 (o 3/4) ed è assimilabile alla musica guasca tipica delle Ande Colombiane e al bambuco tachirense suonato in 5/8 nello stato di Táchira, sul versante venezuelano andino. Un paragone europeo può essere fatto con la polska (da non confondersi con la polka) o il valzer.

## Caratteristiche del bambuco
Il bambuco accompagna ogni tipo di cerimonia sociale o religiosa ed è caratterizzato dalla ripetizione di ritmi sovrapposti prodotti principalmente da piccoli tamburi e altri strumenti a percussione.
È, assieme al sanjuanero delle Ande ecuadoriane, al torbellino, alla rajaleña di origine campesino, alla guabina, al pasillo e alla caña uno dei ritmi più diffusi nella musica folkloristica centro-americana.